# Mons (Visé)
Ne doit pas être confondu avec Mons.
Pour les articles homonymes, voir Mons (homonymie).
Mons est un hameau de la commune belge de Visé située en Région wallonne dans la province de Liège. 
Avant la fusion des communes de 1977, Mons faisait partie de la commune Bombaye.

## Situation
Mons se situe à quelques hectomètres à l'est de la ville de Visé en direction de Bombaye et sur la rive gauche et le versant occidental de la vallée de la Berwinne. Le hameau compte deux rues : la rue de Mons et la rue de la Berwinne. La route nationale 608 Visé-Berneau passe au nord du hameau. 

## Patrimoine
Au centre du hameau, se trouve la chapelle dédiée à Saint Paul ou à Sainte-Maure. Cet édifice bâti en moellons de calcaire possède une seule nef, deux travées et un clocheton carré. Une inscription sur le linteau de la porte d'entrée indique que la chapelle a été rebâtie en 1763. La chapelle jouxte un petit cimetière ceint d'un mur en pierre calcaire.
La plupart des habitations du noyau ancien du hameau sont construites en pierre calcaire, en brique rouge ou parfois avec ces deux matériaux.